# James Comey
James Brien "Jim" Comey Jr. (sinh ngày 14 tháng 12 năm 1960) là một luật sư người Mỹ, từng là giám đốc thứ bảy của Cục điều tra Liên bang Hoa Kỳ (FBI) từ ngày 4 tháng 9 năm 2013 cho đến khi ông bị Tổng thống Hoa Kỳ Donald Trump miễn nhiệm vào ngày 9 tháng 5 năm 2017.
Comey là Luật sư Hoa Kỳ cho Quận phía Nam New York từ tháng 1/2002 đến tháng 12/2003, và sau đó là Phó Chưởng lý Hoa Kỳ, từ tháng 12 năm 2003 đến tháng 8 năm 2005. Với tư cách là Phó Chưởng lý, Comey là quan chức cấp cao thứ hai Tại Bộ Tư pháp Hoa Kỳ (DOJ) và điều hành hoạt động hàng ngày.
Tháng 12 năm 2003, với tư cách là Phó Tổng Chưởng lý Hoa Kỳ, Comey bổ nhiệm Luật sư Hoa Kỳ ở Chicago, Illinois, bạn thân và cựu đồng nghiệp Patrick Fitzgerald, làm Cố vấn đặc biệt để điều tra CIA Leak Grand Jury Investigation còn được gọi là "Plame affair" Sau khi Tổng chưởng lý John Ashcroft tự hồi ti.
Tháng 8 năm 2005, Comey rời khỏi DOJ và trở thành Tổng Tư vấn và Phó Chủ tịch cấp cao của Lockheed Martin, đặt trụ sở tại Bethesda, Maryland. Năm 2010, ông trở thành Tổng Tư vấn tại Bridgewater Associates, có trụ sở tại Westport, Connecticut. Vào đầu năm 2013, ông rời Bridgewater để trở thành Học viện Nghiên cứu Cao cấp và là thành viên của Hertog về Luật An ninh Quốc gia tại Trường Luật Columbia ở thành phố New York. Ông đã phục vụ trong Hội đồng Quản trị của HSBC Holdings cho đến tháng 7 năm 2013.
Vào tháng 9 năm 2013, Comey được bổ nhiệm làm Giám đốc FBI của Tổng thống Barack Obama. 
Với tư cách đó, ông chịu trách nhiệm giám sát cuộc điều tra của tranh cãi email của Hillary Clinton trong cuộc điều tra của FBI. Vai trò của ông trong cuộc bầu cử tổng thống năm 2016 của Hoa Kỳ, đặc biệt liên quan đến các cuộc trao đổi công khai của ông, rất gây tranh cãi. Các quyết định của ông đã được nhiều nhà phân tích, trong đó có Nate Silver của FiveThirtyEight, xem là có liên quan đến cuộc bầu cử của Hillary Clinton.
Comey đã bị sa thải bởi Tổng thống Donald Trump ngày 9 tháng 5 năm 2017, vài ngày sau khi Comey đã yêu cầu Bộ Tư pháp tăng ngân quỹ cho cuộc điều tra của FBI vào can thiệp của Nga vào cuộc bầu cử tổng thống Mỹ.

## Thời trẻ
Sinh ra ở Yonkers, New York, Comey lớn lên ở Allendale, New Jersey, là con của Joan (Herald) và J. Brien Comey. Cha của ông làm việc trong công ty bất động sản và mẹ ông là một nhà tư vấn máy tính và nội trợ. Comey có gốc Ai Len. Ông học Trường trung học khu vực Northern Highlands ở Allendale. Comey tốt nghiệp từ Cao đẳng William và Mary năm 1982, chuyên về hóa học và tôn giáo. Luận án cao cấp của ông đã phân tích nhà thần học tự do Reinhold Niebuhr, Jennifer Nieweller và Jerry Falwell bảo thủ, nhấn mạnh đến niềm tin chung của họ đối với hành động công cộng. Ông đã nhận bằng Juris Doctor (J.D.) từ Trường Luật Đại học Chicago năm 1985.